# 塔夸翼龙属
塔夸翼龙（学名：Tacuadactylus）是梳颌翼龙科翼龙的一个属，生存于晚侏罗世的乌拉圭。

## 发现与命名
巴托维附近发现的一截吻部于2016年报道为锯鳐科已知最古老的成员。后来CT扫描显示化石中假定的垂直牙齿实为齿槽沉积填充物，而这些齿槽本身和翼龙一样向前倾斜。2018年，该标本被描述为乌拉圭发现的首个翼龙，但尚未命名。
2021年，模式种露西娅塔夸翼龙（Tacuadactylus luciae）由马蒂亚斯·梭托（Matías Soto）、菲力皮·蒙特内哥罗（Felipe Montenegro）、巴勃罗·托里尼奥（Pablo Toriño）、瓦莱里娅·梅萨（Valeria Mesa）和丹尼尔·佩雷亚（Daniel Perea）等人命名并描述。属名组合发现地及希腊语daktylos（意为“手指”，是翼龙学名的常见后缀）。种名命名自梭托的女儿露西娅。
正模标本FC-DPV-2869发现于下塔夸伦博组巴托维段（Batoví Member）的岩层中，由吻突及齿骨碎片组成。其它遗骸包括六颗脱落的牙齿即标本FC-DPV 3090，发现于同一地层的比德加因段（Bidegain Member）。

## 分类
塔夸翼龙是与颌翼龙近缘的颌翼龙亚科成员。2021年被命名时，塔夸翼龙是南美洲已知最古老的梳颌翼龙科。